# Cantón de Malesherbes
El cantón de Malesherbes es una división administrativa francesa, situada en el departamento de Loiret y la región de Centro.
Desde 1800 ha pertenecido al distrito de Pithiviers, pero en la reorganización de 1926 desapareció y fue adscrita al distrito de Orleans. En 1942 se vuelve a crear el distrito.

## Composición
El cantón de Malesherbes agrupa 17 comunas:
- Audeville,
- Césarville-Dossainville (anteriormente llamadas Césarville y Dossainville) desde 1978.
- Coudray
- Engenville
- Intville-la-Guétard
- Labrosse
- Mainvilliers
- Malesherbes
- Manchecourt
- Morville-en-Beauce (anteriormente llamada Morville).
- Nangeville
- Orveau-Bellesauve (anteriormente llamada Orveau).
- Pannecières
- Ramoulu
- Rouvres-Saint-Jean (anteriormente llamada Rouvres).
- Sermaises
- Thignonville

- Datos: Q668816